# ATP Challenger São Leopoldo
Das ATP Challenger São Leopoldo (offizieller Name: Ecco São Léo Open de Tênis) war ein 2011, 2012, 2022 und 2024 stattfindendes Tennisturnier in São Leopoldo. Es war Teil der ATP Challenger Tour und wurde im Freien auf Sand ausgetragen.

## Liste der Sieger

### Einzel
| Jahr                         | Sieger                | Finalgegner     | Ergebnis       |
| ---------------------------- | --------------------- | --------------- | -------------- |
| 2024                         | Adolfo Daniel Vallejo | Enzo Couacaud   | 6:3, 6:2       |
| 2023: nicht ausgetragen      |                       |                 |                |
| 2022                         | Juan Pablo Varillas   | Facundo Bagnis  | 7:65, 4:6, 6:4 |
| 2013–2021: nicht ausgetragen |                       |                 |                |
| 2012                         | Horacio Zeballos      | Paul Capdeville | 3:6, 7:5, 7:62 |
| 2011                         | Leonardo Mayer        | Nikola Ćirić    | 7:5, 7:61      |

### Doppel
| Jahr                         | Sieger                                | Finalgegner                                    | Ergebnis          |
| ---------------------------- | ------------------------------------- | ---------------------------------------------- | ----------------- |
| 2024                         | Marcelo Demoliner Orlando Luz         | Liam Draxl Alexander Weis                      | 7:5, 3:6, [10:8]  |
| 2023: nicht ausgetragen      |                                       |                                                |                   |
| 2022                         | Guido Andreozzi Guillermo Durán       | Felipe Meligeni Alves João Lucas Reis da Silva | 5:1 aufgg.        |
| 2013–2021: nicht ausgetragen |                                       |                                                |                   |
| 2012                         | Fabiano de Paula Júlio Silva          | Ariel Behar Horacio Zeballos                   | 6:1, 7:65         |
| 2011                         | Franco Ferreiro Rubén Ramírez Hidalgo | Gastão Elias Frederico Gil                     | 6:74, 6:3, [11:9] |